# Conclave de 1406
Le conclave de 1406 se déroule à Rome, du 18 novembre 1406 au 30 novembre 1406, à la suite de la mort d'Innocent VII. Ce conclave aboutit à l'élection du cardinal Angelo Corraro, Corario ou Correr qui prend le nom pontifical de Grégoire XII. Cette élection se déroule durant le grand Schisme d'Occident et la papauté d'Avignon : Benoît XIII porte également le titre de pape depuis le 28 septembre 1394. Par ailleurs, durant son pontificat, le concile de Pise se réunit et dépose Grégoire XII et Benoit XIII. Un troisième pape Alexandre V est élu le 26 juin 1409, auquel succédera Jean XXIII, le 25 mai 1410. À la suite du concile de Pise, les cardinaux sont excommuniés par les deux papes rivaux et le grand Schisme empire : l'Église catholique compte alors 3 papes dont deux seront considérés comme antipapes.

## Cardinaux-électeurs

### Cardinaux-électeurs présents au conclave
| Nom                        | Pays                   | Titre                                                        | Fonction | Naissance        | Pape         | Consistoire      |
| -------------------------- | ---------------------- | ------------------------------------------------------------ | --- | ---------------- | ------------ | ---------------- |
| Angelo Acciaioli           | république de Florence | Cardinal-évêque d'Ostie-Velletri                             | Doyen du Collège des cardinaux; archiprêtre de la basilique Saint-Pierre du Vatican; vice-chancelier de la Sainte-Église | 15 décembre 1340 | Urbain VI    | 17 décembre 1384 |
| Enrico Minutoli            | Royaume de Naples      | Cardinal-évêque de Sainte-Anastasie                          | Camerlingue du Sacré Collège; archiprêtre de la basilique Sainte-Marie-Majeure                                           | c. 1350          | Boniface IX  | 18 décembre 1389 |
| Antonio Caetani            | États pontificaux      | Cardinal-évêque de Palestrina                                | Pénitencier apostolique; archiprêtre de la basilique Saint-Jean-de-Latran                                                | c. 1360          | Boniface IX  | 27 février 1402  |
| Angelo d'Anna de Sommariva | Duché de Milan         | Cardinal protoprêtre de Sainte-Pudentienne                   | | c. 1340          | Urbain VI    | 17 décembre 1384 |
| Corrado Caraccioli         | Royaume de Naples      | Cardinal protoprêtre de Saint-Chrysogone                     | Archevêque-évêque de Mileto                                                                                              | c. 1360          | Innocent VII | 12 juin 1405     |
| Angelo Correr              | République de Venise   | Cardinal protoprêtre de Saint-Marc                           | Administrateur apostolique de Coron; patriarche latin de Constantinople                                                  | c. 1355          | Innocent VII | 12 juin 1405     |
| Giordano Orsini            | États pontificaux      | Cardinal protoprêtre de Saints-Sylvestre-et-Martin-aux-Monts | Archevêque métropolitain de Naples                                                                                       | c. 1360-1370     | Innocent VII | 12 juin 1405     |
| Giovanni Migliorati        | Royaume de Naples      | Cardinal protoprêtre de Sainte-Croix-de-Jérusalem            | Archevêque métropolitain de Ravenne                                                                                      | c. 1375-1380     | Innocent VII | 12 juin 1405     |
| Antonio Calvi              | États pontificaux      | Cardinal protoprêtre de Sainte-Praxède                       | Évêque de Todi | 1341             | Innocent VII | 12 juin 1405     |
| Landolfo Maramaldo         | Royaume de Naples      | Cardinal-diacre de Saint-Nicolas-en-Prison                   | Cardinal protodiacre | c. 1350-1355     | Urbain VI    | 21 décembre 1381 |
| Rinaldo Brancaccio         | Royaume de Naples      | Cardinal-diacre de Saints-Vit-Modeste-et-Crescenzia          | | c. 1350-1360     | Urbain VI    | 17 décembre 1384 |
| Oddone Colonna             | États pontificaux      | Cardinal-diacre de Saint-Georges-au-Vélabre                  | | 25 janvier 1369  | Innocent VII | 12 juin 1405     |
| Pietro Stefaneschi         | États pontificaux      | Cardinal-diacre de Sant'Angelo in Pescheria                  | | c. 1350-1360     | Innocent VII | 12 juin 1405     |
| Jean Gilles                | Royaume de France      | Cardinal-diacre de Saints-Côme-et-Damien                     | | c. 1350-1360     | Innocent VII | 12 juin 1405     |

### Cardinaux-électeurs absents au conclave
| Nom                 | Pays                 | Titre                                       | Fonction                                                 | Naissance | Pape         | Consistoire      |
| ------------------- | -------------------- | ------------------------------------------- | -------------------------------------------------------- | --------- | ------------ | ---------------- |
| Bálint Alsáni       | Royaume de Hongrie   | Cardinal-prêtre de Sainte-Sabine de Rome    | Administrateur apostolique de Pécs; cardinal protoprêtre | c. 1330   | Urbain VI    | 17 décembre 1384 |
| Francesco Uguccione | Comté d'Urbino       | Cardinal-prêtre des Quatre-Saints-Couronnés | Archevêque métropolitain de Bordeaux                     | 1327      | Innocent VII | 12 juin 1405     |
| Pierre Phylargis    | République de Venise | Cardinal-prêtre des Saints-Apôtres          | Archevêque métropolitain de Milan                        | 1339      | Innocent VII | 12 juin 1405     |
| Baldassarre Cossa   | Royaume de Naples    | Cardinal-diacre de Sant'Eustachio           | Légat apostolique à Bologne                              | c. 1370   | Boniface IX  | 27 février 1402  |